# Kropia
Kropia (Grieks: Κρωπία) is een gemeente (dimos) in de Griekse bestuurlijke regio (periferia) Attica.